# Memorial Mãe Menininha do Gantois
O Memorial Mãe Meninha do Gantois está localizado no Terreiro do Gantois, na cidade de Salvador, Bahia, Brasil. Aberto a visitação pública, durante toda a semana, com registros, documentos e todo um acervo de valor histórico inestimável, expostos a visitantes brasileiros e estrangeiros diariamente. Mantendo viva a historia desse secular Terreiro.
O Memorial “Mãe Menininha”, criado em 1992, é um dos maiores expoentes da cultura afro-brasileira, localizado no Ilê Iaomim Axé Iamassê, mais conhecido como Candomblé do Gantois, espaço sagrado tombado pelo Ministério da Cultura, através do Iphan. Considerado primeiro espaço museal dessa categoria, e de personalidade única da religiosidade, o Memorial faz jus à figura legendária e visionária de Mãe Menininha, que sempre teve uma perspectiva de preservação do patrimônio imaterial, com seus ritos e idiossincrasias, assim como do aspecto material, deixando um acervo rico em peças civis e religiosas.
O acervo do Memorial contém mais de 500 peças, num estilo característico de coleção aberta, dividida em três núcleos expositivos: o espaço da mulher, Maria Escolástica; o espaço da sacerdotisa, Mãe Menininha, e a ambientação do seu aposento. Sua coleção está classificada em: mobiliário, imaginária, indumentária, objetos de uso pessoal, atributos, louça, documentos e fotografias.
Integrando a política de dinamização e plano de acessibilidade ao público, o Memorial, além de ser aberto à visitação, integra programações externas e internas, tais como: realização de palestras, oficinas, participação em encontros, congressos e eventos de natureza patrimonial,educativa e sócio cultural, além de desenvolver, em conjunto com a Associação de São Jorge Ebé Oxóssi (entidade civil que regula o Templo e a Instituição), trabalhos sociais para a comunidade do entorno.
Com o desenvolvimento de uma série de atividades e, a cada dia, ampliando o universo de alcance, até mesmo porque Mãe Menininha eternizou-se na história da Bahia e do Brasil, pelo legado que deixou, o Memorial tem obra publicada, um registro histórico do acervo, em formato de livro bilíngue intitulado “Memorial Mãe Menininha do Gantois – Seleta do Acervo - editado em julho 2010, com autoria de Carmen Oliveira da Silva (Mãe Carmen do Gantois) e organização de Raul Lody com a Omar G Editora. O livro Seleta de Acervo – Memorial Mãe Menininha do Gantois, foi idealizado por Carmem Oliveira da Silva e organizado por Raul Lody